# کوهوکتون (نیویورک)
کوهوکتون (به انگلیسی: Cohocton) یک منطقهٔ مسکونی در ایالات متحده آمریکا است که در شهرستان استوبین، نیویورک واقع شده‌است. کوهوکتون ۱۴۵٫۲۷ کیلومتر مربع مساحت و ۲٬۵۶۱ نفر جمعیت دارد.